# TV Schweinheim
Der Turnverein Schweinheim 1885 e. V. (auch TV Schweinheim; Kurzform TVS) ist ein Sportverein mit Sitz in Aschaffenburg-Schweinheim. Der Verein wurde 1885 gegründet und ist im Vereinsregister beim Amtsgericht Aschaffenburg eingetragen. Er ist bekannt für sein breites Sportangebot und für seine gemeinnützige Arbeit. Der TV Schweinheim ist einer der größeren und ältesten Vereine in Aschaffenburg. Die Abteilungen Billard, Faustball und Handball spielten zeitweise in den höchsten deutschen Spielklassen. Mitglieder der Billard- und Tanzsportabteilung nehmen auch aktuell an nationalen und internationalen Meisterschaften teil.

## Geschichte

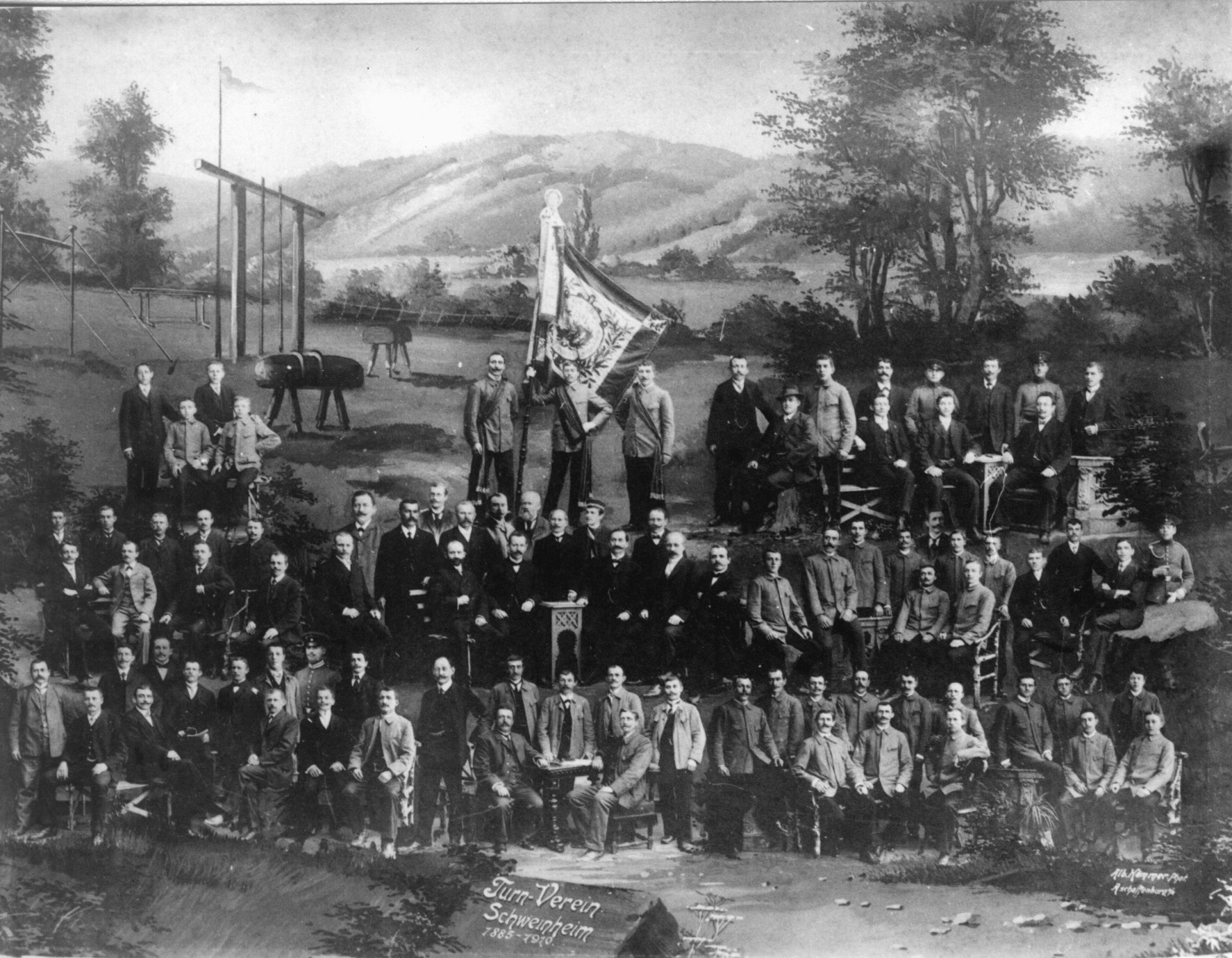
Foto zum 25-jährigen Jubiläum. Aufnahme von 1910

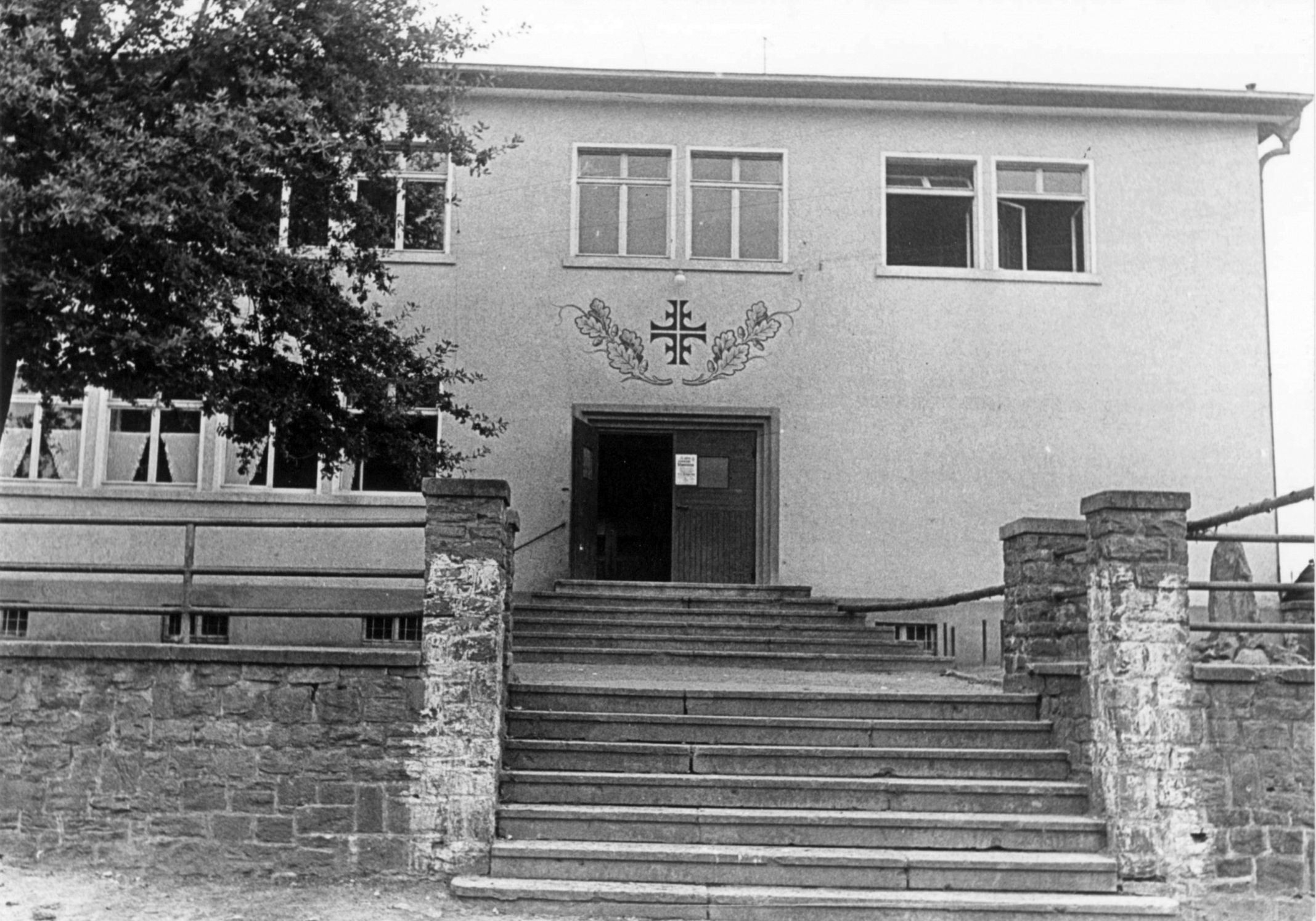
Außenansicht der Alten Turnhalle im Eröffnungsjahr

Der Verein wurde am 2. August 1885 gegründet. In Zeiten eines gesellschaftlichen und wirtschaftlichen Umbruchs schlossen sich sportbegeisterte Schweinheimer zusammen. Zu den Gründungsmitgliedern gehörten Adalbert Schadler, Josef Fäth, Josef Schüßler, Franz Schadler, Adam Hirsch, Jakob Schwind, Alban Syndikus, Franz Hartmann, Paul Freund, Josef Freund, Lorenz Pfeifer, Ferdinand Büttner und Julius Nagel.
In den folgenden Jahren konzentrierte sich der Verein auf die Entwicklung des Turnsports. Am 17. und 18. Juni 1894 durfte der Verein das Turnfest des Turnerbundes Maintal veranstalten. Im Jahr 1914 richtete der Turnverein Schweinheim das Gauturnfest Main Spessart für Turner aus der gesamten Region aus.
1920 gründeten einige Mitglieder den Fußballverein BSC Schweinheim. 1927 wurde die Handballabteilung gegründet. Die Grundsteinlegung und der anschließende Bau der Turnhalle im Jahr 1930 war ein weiterer Meilenstein. Im selben Jahr öffnete der Verein seine Türen für weibliche Mitglieder.
Im Jahr 1952 wurde der Spielmannszug gegründet. 1961 folgte die Faustballabteilung. Dieser Sport wurde bereits vor dem Zweiten Weltkrieg im Verein gespielt, allerdings nicht in einer eigenen Abteilung. In den 1970er Jahren folgten die Gründungen der Tennis- und Fußballabteilungen. 1981 schloss sich PBC Schwarz Blau 76 e. V. dem Turnverein Schweinheim als Poolbillard-Abteilung an. 1992 wurde eine Ausdauerabteilung gegründet. Diese platzierte sich gezielt im Bereich Breitensport. Im Jahr 2007 kam die Volleyballabteilung hinzu.
2008 war die Mitgliederzahl auf 1738 angewachsen. Davon waren 615 unter 18 Jahre alt. 2009 folgte die Gründung einer eigenen Tanzabteilung.
Aufgrund sinkenden Interesses stellte die einst erfolgreiche Faustballabteilung mit dem Ablauf der Saison 2009/10 ihren Spielbetrieb ein. Um sich besser differenzieren zu können, spaltete sich 2012 die Tennisabteilung des Vereins ab und gründete den Verein TCS Schweinheim. Die Gründung der Leichtathletikabteilung im Jahr 2014 und der Dartabteilung im Jahr 2019 erweiterten den Verein.

### Corona-Pandemie
Während der Corona-Pandemie erlebte der Verein einen signifikanten Rückgang seiner Mitgliederzahlen. Ende 2019 hatte der Verein mit 1698 Mitgliedern einen Hochstand erreicht. Dieser sank bis September 2021 auf 1503 Mitglieder. Dies entsprach einem Verlust von rund 195 Mitgliedern. Besonders betroffen war der Kinder- und Jugendbereich, wo vor allem das Kinderturnen stark beeinträchtigt war. Finanziell resultierten aus den Mitgliederverlusten und ausbleibenden Veranstaltungen sowie Vermietungen Einbußen. Diese wurden durch eine Verdopplung der Vereinspauschale durch den Freistaat Bayern teilweise abgefedert.

### Entwicklung des Vereinswappens

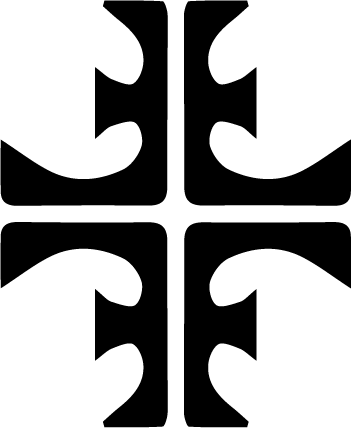
Circa 1930
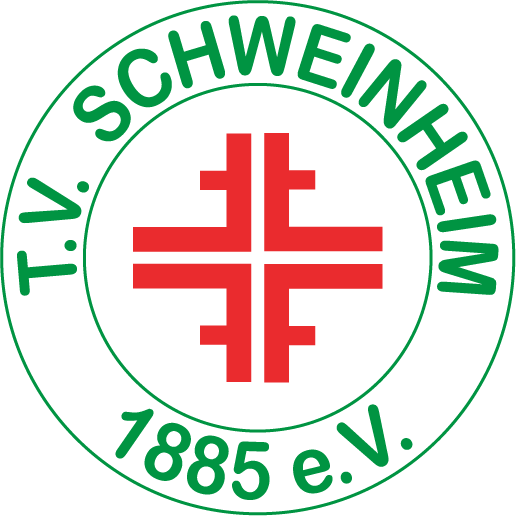
Circa 1950
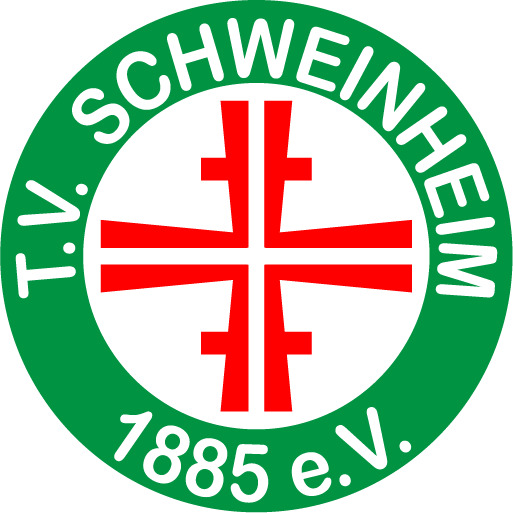
Circa 1970
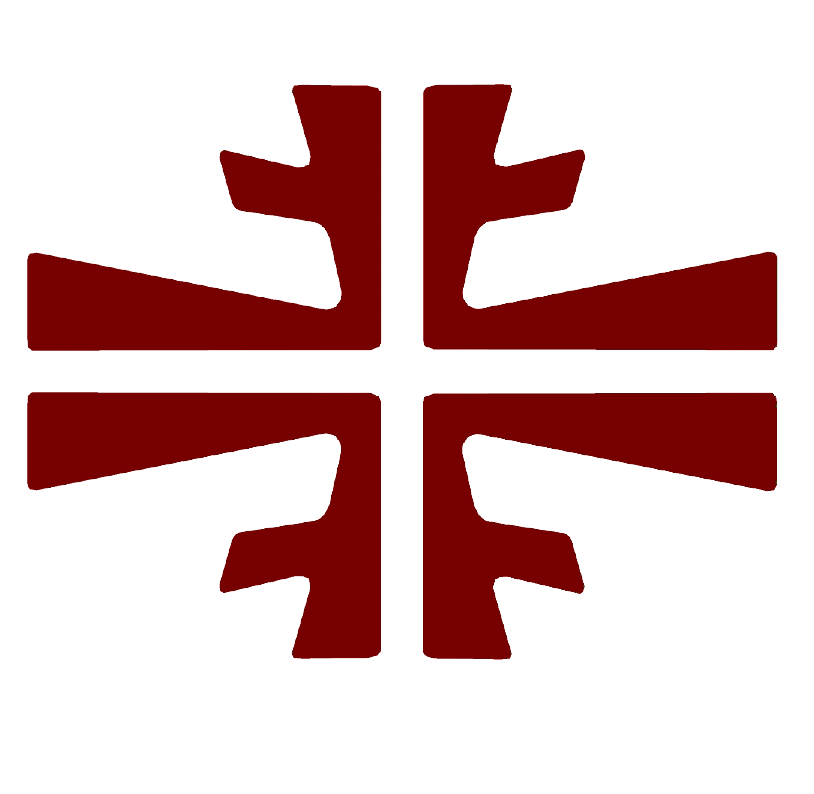
Circa 1980 (Briefkopf)
Seit 2014

In seiner Geschichte verwendete der Turnverein verschiedene Wappen und Formen des Turnerkreuzes. Teilweise kam es zu zeitlichen Überschneidungen. Einige Wappen wurden aus altem Bildmaterial rekonstruiert.

## Liegenschaften

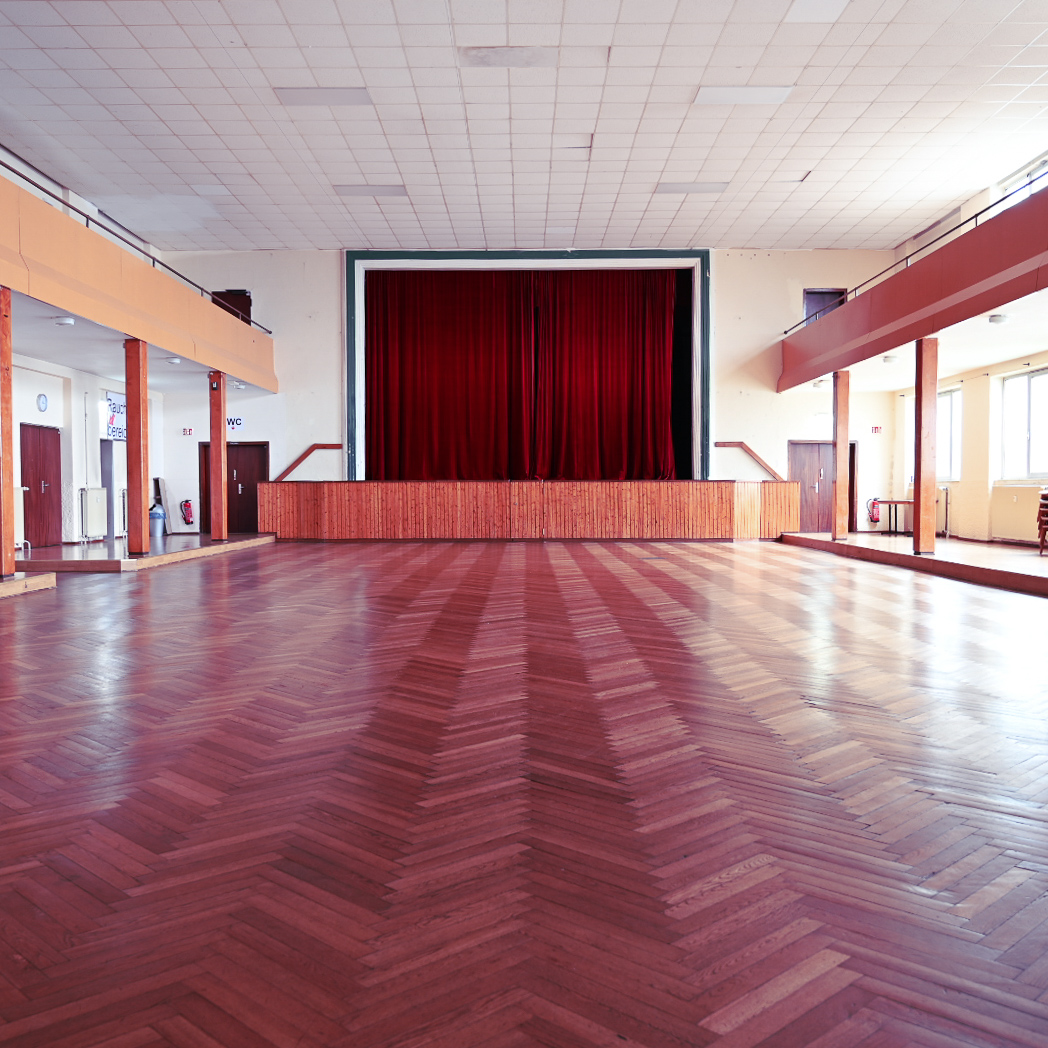
Innenansicht der Alten Turnhalle

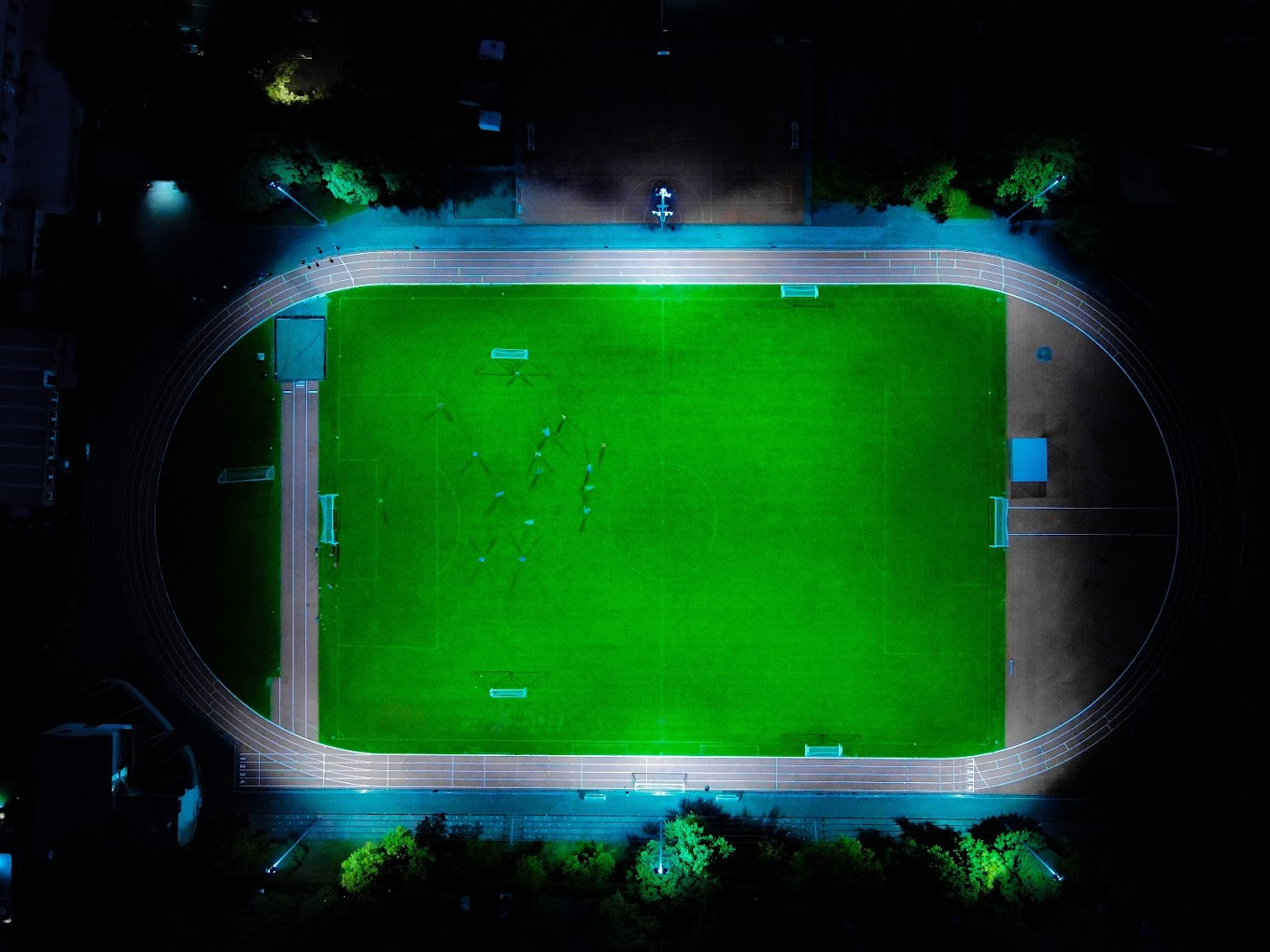
Städtischer Sportplatz des Vereins mit Flutlicht

### Alte Turnhalle
Die als Alte Turnhalle bekannte Sportstätte wurde in den 1930er Jahren erbaut. Während des Zweiten Weltkriegs wurde sie als Reservelazarett genutzt. Dieses wurde während der Schlacht um Aschaffenburg 1945 aufgelöst. Im Rahmen der Auflösung und Verlegung der Verwundeten kam es zum Endphaseverbrechen an Friedel Heymann. Nach dem Krieg wurde die Halle wieder für sportliche Zwecke verwendet. In den 1970er Jahren erfolgte ein Anbau und die sanitären Anlagen wurden erneuert. In den 80er Jahren wurde sie um zwei Kegelbahnen erweitert. Kürzlich wurde sie mit einer Photovoltaikanlage ausgestattet und die Gaststätte modernisiert. Derzeit ist eine umfassende Sanierung geplant, um den Energieverbrauch zu reduzieren und die Halle für Veranstaltungen attraktiver zu machen.
Die Turnhalle hat eine flexible Raumaufteilung. Dadurch sind eine Vielzahl von Veranstaltungen möglich. Im Inneren bietet die Halle Platz für bis zu 500 Gäste und verfügt zusätzlich über einen Konferenzraum, der etwa 100 Gäste aufnehmen kann. Der Charakter der Veranstaltungen reicht von Hochzeiten bis hin zu regelmäßig abgehaltenen Konferenzen. Derzeit sind Sanierungsmaßnahmen geplant.
Neben der sportlichen Nutzung beherbergt die Halle auch eine Gaststätte, diverse Übungsräume und die Geschäftsstelle des Turnvereins.

### Billardheim
Das Billardheim des Turnvereins Schweinheim verfügt über mehrere Tische, auf denen Poolbillard gespielt wird. Die Billardmannschaft des TV Schweinheim spielte bereits in den höchsten deutschen Ligen. Spieler konnten dabei mehrfach die deutschen Meisterschaften für sich entscheiden.

### Sportplatz
Die Sportanlage ist ausgestattet mit einer 400-Meter-Laufbahn und einer Leichtathletikanlage. Diese ermöglicht die Durchführung verschiedener Leichtathletikdisziplinen. Zudem verfügt der Sportplatz über einen Hart-, sowie einen Rasenplatz, der hauptsächlich für Fußball genutzt wird. Eine Flutlichtanlage sorgt dafür, dass Sportaktivitäten auch in den Abendstunden stattfinden können.

### Vereinsgaststätte
Die Vereinsgaststätte 12 Götter in der Alten Turnhalle ist ein modernisiertes griechisches Restaurant. Die Gaststätte verfügt über einen Außenbereich für die Sommermonate.

## Abteilungen und Sportarten

### Aktive Abteilungen

#### Ausdauersport
Die 1992 gegründete Ausdauersportabteilung des Turnvereins Schweinheim nimmt jährlich an verschiedenen Marathonveranstaltungen und klassischen Volksläufen teil. Der Fokus liegt auf dem Breitensport.

#### Billardabteilung
Am 25. Juni 1976 wurde der PBC Schwarz Blau 76 e. V. in Schweinheim gegründet. Nach anfänglichen Erfolgen und Mitgliederzuwachs schloss sich der Verein 1981 dem TV Schweinheim an. In der Rotäckerstraße weihte man am 27. Juli 1987 das eigene Vereinsheim ein. Dieses wurde zuletzt 2010 renoviert. Frühe Erfolge waren sechs deutsche Meistertitel und ein dritter Platz bei den Europameisterschaften. Zur Saison 1983 stieg man in die Bundesliga auf. 1985 wurden die bayerischen Meisterschaften im Poolbillard in Schweinheim ausgerichtet. Zwei Jahre später gewann Marco Schachner den Vize-Europameister-Titel im Poolbillard. Aktuell besteht die Billardabteilung aus etwa dreißig Mitgliedern. Die erste Mannschaft stieg 2022 in die viertklassige bayerische Oberliga (Poolbillard-Verbandsliga Nord) auf. Die zweite Mannschaft spielt derzeit in der Bezirksliga. Marco Schachner wurde im Juni bayerischer Vizemeister. 2023 qualifizierten sich Mitglieder der Billardabteilung erneut für die deutschen Meisterschaften. Zuvor hatten sie bei den bayerischen Meisterschaften Bronze, Silber und Goldmedaillen geholt. Die erste Mannschaft der Billardabteilung stieg in der Saison 2022/23 in die viertklassige bayerische Verbandsliga Nord auf.

#### Dartabteilung
Die Dartabteilung wurde 2019 gegründet. Der Verein reagierte damit auf einen anhaltenden Trend. Die Abteilung, die über eigene Räumlichkeiten in der Alten Turnhalle verfügt, bietet sowohl Leistungs-, als auch Freizeitsportlern eine Plattform. 2023 spielte die Mannschaft in der sechstklassigen UDV 3 West.

#### Fußballabteilung
Die Fußballabteilung wurde 1976 gegründet. 1995 schloss sich die Jugendabteilung mit dem benachbarten BSC Schweinheim zusammen. Aufgrund großer Nachfrage wurde 2015 die Jugendarbeit erneut aufgenommen. Ergänzt wird das Angebot durch eine Freizeitmannschaft.

#### Handballabteilung
Die Handballabteilung wurde 1927 als erste Abteilung innerhalb des Turnverein Schweinheim gegründet. Seit 2008 bildet sie mit dem TV Obernau und dem TUS Damm die Spielgemeinschaft HSG Aschaffenburg 08. Sowohl die 1. Herrenmannschaft als auch die Damenmannschaft spielen derzeit in der sechstklassigen Bezirksoberliga Hessen. 1959 stieg die Handballmannschaft in die Bayernliga auf. Ihre sportlich erfolgreichste Phase hatte die Abteilung in den Jahren 1962 bis 1965. Damals spielte die Handball-Herrenmannschaft in der damals höchsten Spielklasse, der Oberliga Südwest. In der deutschen Feldhandball-Meisterschaft 1963 erreichte man mit dem 5. Platz die beste Platzierung. Bekannte Gegner dieser Zeit waren der FC Bayern München, 1. FC Nürnberg, die SpVgg Fürth und Kickers Offenbach. In der Saison 1965 stieg man als Tabellenletzter ab.

#### Leichtathletik
2014 wurde eine Jugendleichtathletikgruppe gegründet. Diese bietet Angebote für Breiten- und Leistungssport.

#### Tanzabteilung
Die Tanzabteilung wurde 2008 gegründet. Ihre Breitensportgruppen tanzen Standard und Latein-Tänze, sowie Salsa, Tango Argentino und Discofox. Zusätzlich nehmen einige Mitglieder an Wettkämpfen teil. 2019 zog die achtfache Landesmeisterin, Finalistin bei deutschen Meisterschaften sowie Semifinalistin bei Weltmeisterschaften Jutta Wießmann erneut in das Finale der bayerischen Meisterschaften in den Standardtänzen ein.

#### Turnabteilung
Die Turnabteilung des TVS wurde am 2. August 1885 gegründet und ist damit die älteste Abteilung des Vereins. Mit über 800 Mitgliedern, davon über 400 Kinder und Jugendliche, stellt die Abteilung zugleich den größten aktiven Sportbereich des Vereins dar. Es wird hauptsächlich Breitensport betrieben.

#### Volleyballabteilung
Die 2007 gegründete Volleyballabteilung besteht aus einer Freizeit-Mixed-Mannschaft.

### Bekannte ehemalige Abteilungen

#### Faustball 1961–2014
Im Jahr 1960 wurde im TV Schweinheim die Sportart Faustball wieder belebt. Faustball wurde bereits vor dem Zweiten Weltkrieg von einigen Mitgliedern ausgeübt. Bereits 1930 meldete der Verein zwei Mannschaften zu Wettkämpfen im Main-Spessart-Gau. Allerdings bildete die Sportart zu dieser Zeit noch keine eigene Abteilung. Die offiziell 1961 gegründete Abteilung entwickelte sich in den kommenden Jahren zu einer der erfolgreichsten im Verein.
In den Hallenrunden 1983/84 und 84/85 dominierten die Mädchen bis 14 Jahre. Die Damenmannschaft stieg in den 1990er Jahren in die erste Bundesliga auf und konnte sich dort für drei Jahre halten. Zusätzlich gewann sie drei süddeutsche Vizemeistertitel und hatte mehrere Top-Platzierungen in deutschen Meisterschaften. Die Herren spielten meistens in der 2. Bundesliga und der Bayernliga. In der Hallensaison 1995/96 holte die Herrenmannschaft in der Landesliga Nord ungeschlagen den ersten Platz vor dem TSV Roth.
Ab Mitte der 1990er Jahre schwand das Interesse der Jugend für die Sportart. Trotzdem holte man bei der deutschen Meisterschaft in Stuttgart mit der Herrenmannschaft 1999 noch den vierten Platz. 2004 waren die Herren bereits in die drittklassige Bayernliga abgestiegen. Bei der süddeutschen Hallen-Meisterschaft der Herren 30 im Februar 2005 belegte man mit 2:6 Punkten nur noch den letzten Platz. Die letzte Feldrunde der Herrenmannschaft spielte 2007 der TV Schweinheim schließlich in der viertklassigen Landesliga Nord. Bei der deutschen Meisterschaft schied man schließlich gegen den MSV Buna Schkopau mit 21:20 aus. Nach einem Rückgang der Mitglieder und der Verlagerung in andere Sportarten wie Volleyball, stellte die Abteilung 2010 den restlichen Spielbetrieb ein. Offiziell aufgelöst wurde die Abteilung schließlich 2014. Während ihres 49-jährigen Bestehens gewann die Abteilung zahlreiche Titel. Die folgende Auflistung ist nicht abschließend:
- 7× Bayernmeister (weibliche Jugend)
- 8× Vize-Bayernmeister (weibliche Jugend)
- 5× Dritter bei Bayerischen Meisterschaften (weibliche Jugend)
- 2× Süddeutscher Meister (weibliche Jugend)
- 5× Zweiter Süddeutscher Meister (weibliche Jugend)
- 4× Dritter in Süddeutschland (weibliche Jugend)
- 2× Vierter bei Deutschen Meisterschaften (weibliche Jugend)
- 3× Sechster bei Deutschen Meisterschaften (weibliche Jugend)
- 1× Siebter bei Deutschen Meisterschaften (weibliche Jugend)
- 3× Achter bei Deutschen Meisterschaften (weibliche Jugend)
- 2× Hallenrunden-Meisterschaften für Mädchen bis 14 Jahre (1983/84 und 1984/85)
- 3× Süddeutscher Vizemeister (Damenmannschaft)
- 1× Dritter Deutscher Meister im Hallenfaustball (Damenmannschaft)
- 2× Vierter Deutscher Meister im Hallenfaustball (Damenmannschaft)
- 2 Bayerntitel (Damenmannschaft vor Bundesliga-Aufstieg)
- 8× Bayernmeister (Herren, Männerklasse I)
- 1× Bayernmeister (Herren, Männerklasse II)
- 5× Süddeutscher Meister (Herren, Männerklasse I)
- 1× Vierter Deutsche Meisterschaft (1999, Stuttgart, Herren 30)

#### Sonstige ehemalige Abteilungen
- Basketballabteilung – Gegründet 2020 (aufgelöst 2022 / Corona-Pandemie)
- Faustballabteilung – Gegründet 1961 (aufgelöst 2014)
- Gymnastik – Gründung unbekannt
- Kun-Tai-Ko – Gründung unbekannt
- Tennisabteilung – Gegründet 1976 (heute Tennis Club Schweinheim)
- Spielmannszug – Gegründet 1952

## Persönlichkeiten
- Judith Gerlach (* 3. November 1985 in Würzburg) ist seit dem 8. November 2023 bayerische Staatsministerin für Gesundheit, Pflege und Prävention. Zuvor war sie vom 12. November 2018 bis zum 8. November 2023 bayerische Staatsministerin für Digitales. Sie trieb in der Turnabteilung Sport.
- Paul Gerlach (* 18. August 1929 in Obernau; † 24. Mai 2009 in Aschaffenburg) war ein deutscher Jurist, Verwaltungsbeamter und Politiker (CSU). Er war von 1969 bis 1987 Abgeordneter im Deutschen Bundestag. Paul Gerlach war Mitglied der Faustballabteilung.

- Bruno Fäth (* 24. Februar 1909 in Schweinheim; † 17. November 1979 in Aschaffenburg) war über vier Jahrzehnte Geschäftsführer der Raiffeisenbank Schweinheim. 1923 trat er in den Verein ein und betrieb dort Leichtathletik und Turnen. Er gehört zu den Gründern der Handballabteilung und spielte dort lange Zeit. Von 1953 bis 1966 war er der 1. Vorsitzende des TV Schweinheim. 1974 verlieh ihm die Stadt Aschaffenburg den Ehrenbrief für hervorragende Verdienste in der Sportführung.
- Eric Leiderer (* 16. Dezember 1972 in Aschaffenburg) ist ein deutscher Gewerkschaftsfunktionär und seit 2020 Bürgermeister in Aschaffenburg. Im TV Schweinheim ist er Geschäftsführer.[31]
- Hanns (Franz Wendelin) Seidel, am 12. Oktober 1901 in Schweinheim geboren, war von 1947 bis 1954 Bayerischer Wirtschaftsminister und von 1957 bis 1960 Bayerischer Ministerpräsident. Von 1955 bis 1961 war Hanns Seidel Vorsitzender der CSU. Nach ihm wurden die Hanns-Seidel-Stiftung der CSU und das Hanns-Seidel-Gymnasium in Hösbach benannt. Hans Seidel in seiner Kindheit Mitglied im Verein.

## Trivia
- Anlässlich des 135-jährigen Vereinsjubiläums wurde durch die örtliche Schwind Bräu das Bier 1885 gebraut.[32]
- Das mittlerweile verstorbene Mitglied Josef Syndikus nahm im Alter von 90 Jahren noch an regionalen Wettkämpfen teil.[33][34]